# Mpaka
Mpaka é uma cidade de Essuatíni localizada no distrito de Lubombo. Está situada a 22 km noroeste de Siteki.
A localidade é servida por uma das mais importantes estações ferroviárias do Caminho de Ferro de Goba, ligando-a à Siphofaneni (oeste) e Mlawula (leste). Serve como pátio de manobras ferroviárias para o Caminho de Ferro de Goba e para a Ferrovia de Komati.